# 大皮內 (密蘇里州)
大皮內（英語：Big Piney）是位於美國密蘇里州普瓦斯基縣的非建制地區。

## 歷史
大皮內的郵局於1881年設立，其後於1972年停運。

## 地理
大皮內所處的海拔為高於海平面336米（即1102英呎），而該地所採用的時區為UTC-6，即北美中部時區（CST）。同時該地設有夏令時間，為UTC-6調快一小時，即UTC-5（CDT）。